# Émile Fouchard

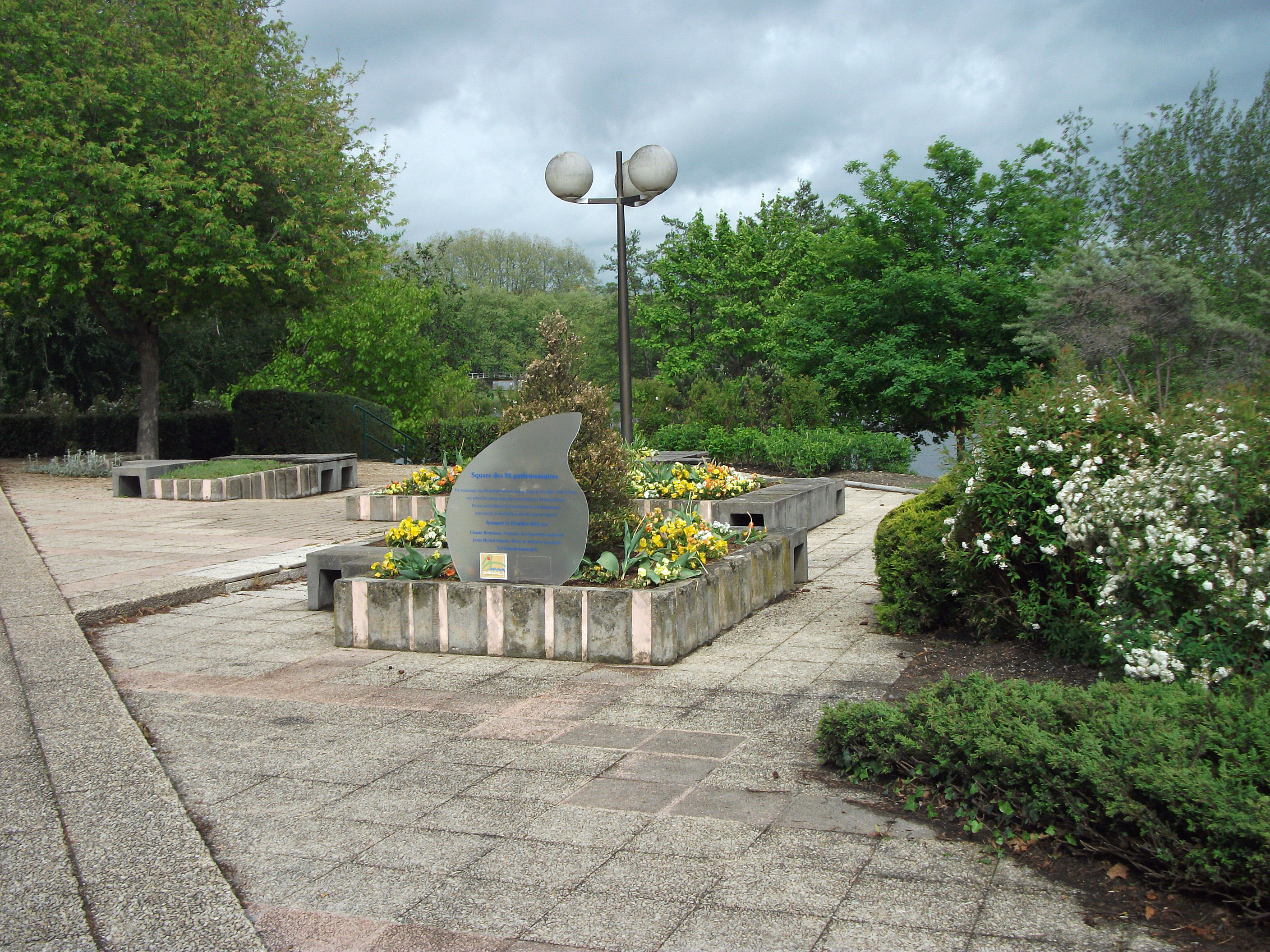
Bellerive-sur-Allier – Square des 80 Parlementaires (2014)

Émile Fouchard (* 20. Februar 1902 in Bannay; † 2. Januar 1996 Montfermeil) war ein französischer Politiker der Dritten Republik und Widerstandskämpfer. Er stimmte am 10. Juli 1940 als einer der quatre-vingts (80 Parlamentarier) gegen die diktatorischen Vollmachten für Philippe Pétain.

## Leben
Die Eltern von Émile Fouchard verließen Bannay bereits 1906 und ließen sich in Chelles nieder, wo ihr Sohn Tischler wurde. 1918 trat er den Jeunesses socialistes bei und wurde deren Schatzmeister auf Départementsebene. Nach dem Parteitag von Tours wurde er Mitglied der Kommunistischen Partei (PCF). Nachdem er noch 1929 als kommunistischer Kandidat bei den Kommunalwahlen gescheitert war, wurde er 1935 auf einer gemeinsamen Liste mit der Section française de l’Internationale ouvrière (SFIO) zum Bürgermeister von Chelles gewählt. 1936 wurde er Abgeordneter des ersten Wahlkreises von Meaux.
Da er den Deutsch-sowjetischen Nichtangriffspakt ablehnte, verließ er im September 1939 die kommunistische Fraktion in der Abgeordnetenkammer. Auch der Groupe ouvrier et paysan français (einer Neugründung der PCF-Fraktion) trat er nicht bei. Am 11. November, nachdem das Verfahren gegen die kommunistischen Abgeordneten eingestellt wurde, meldete er sich freiwillig zum Fronteinsatz. Von dort aus schloss er sich der neuen Parlamentsfraktion der Union populaire française (ehemalige Kommunisten, die mit der PCF gebrochen hatten) an.

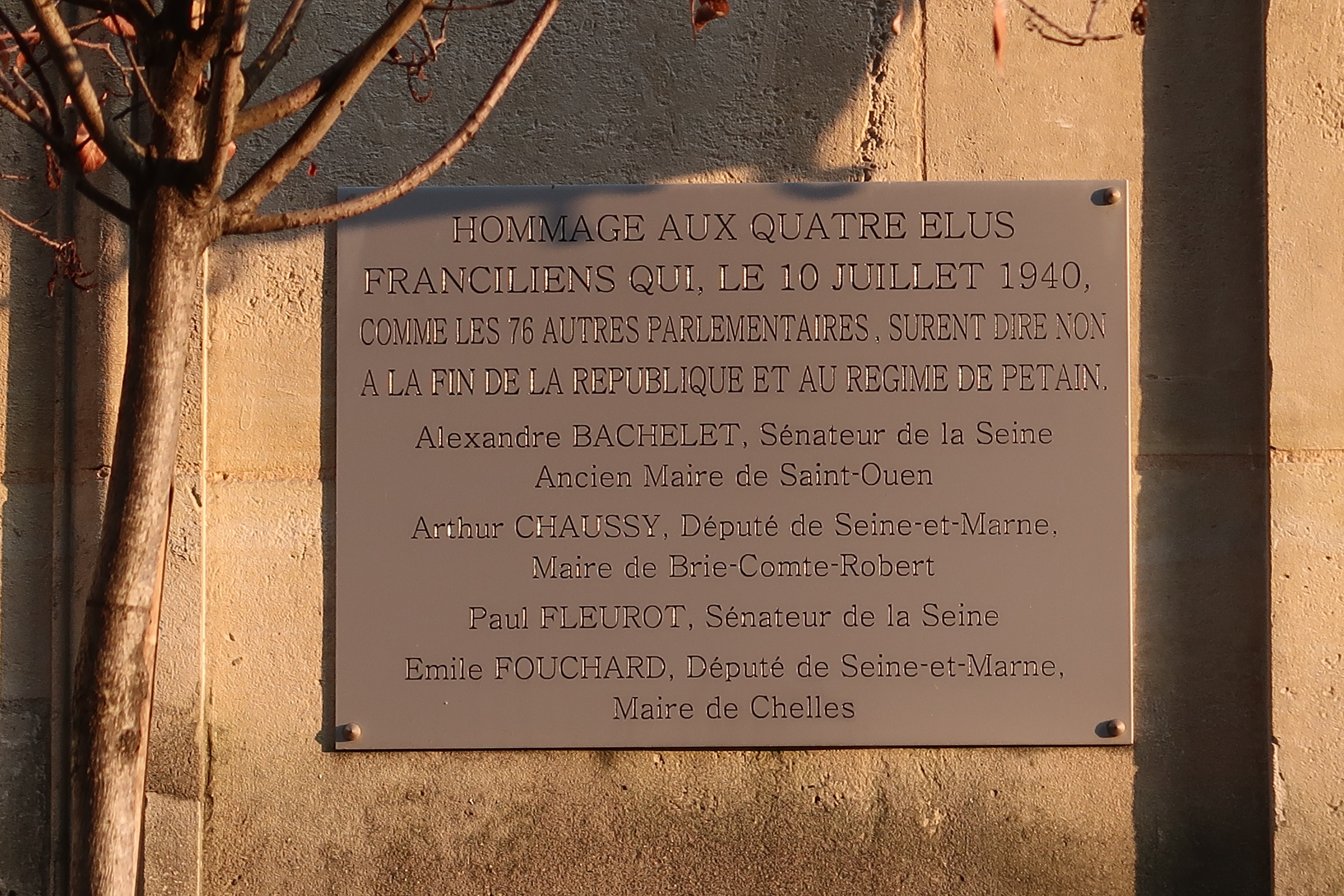
Plakette zum 10. Juli 1940, 57 rue de Babylone, Paris

Am 10. Juli 1940 stimmte Fouchard gegen die Erteilung der erweiterten Vollmachten an Philippe Pétain. Im März 1941 wurde er als Bürgermeister abberufen, zog in das Département Lot und schloss sich der Résistance an, wo er zu den Francs-tireurs et partisans gehörte. Im August 1942 wurde er verhaftet und beendete den Krieg in den Kerkern des Vichy-Regimes, zunächst im Gefängnis von Cahors und später im Camp de Saint-Sulpice-la-Pointe (Tarn). Marcel Gitton, ein ehemaliger Kommunist, der zur Kollaboration übergegangen war, führte seinen Namen in seinen Aufrufen zur Zusammenarbeit mit den deutschen Behörden auf. 1943 schloss die illegale PCF Émile Fouchard aus, da er als einer der „Verräter“ galt.
Nach seiner Befreiung gehörte Émile Fouchard der Assemblée consultative provisoire (provisorische beratenden Versammlung) an, trat jedoch bereits im Dezember 1944 zurück und bewarb sich 1945 nicht um ein neues Mandat. Er kehrte 1953 ins politische Leben zurück, als er auf der Liste Républicaine d’action municipale et sociale, die gegen die kommunistische Liste antrat, zum Gemeinderat gewählt wurde. Aus gesundheitlichen Gründen zog er sich 1959 vollständig aus dem politischen Leben zurück. Er starb 1996, wenige Tage vor seinem 94. Geburtstag, als vorletzter Überlebender der quatre-vingts.

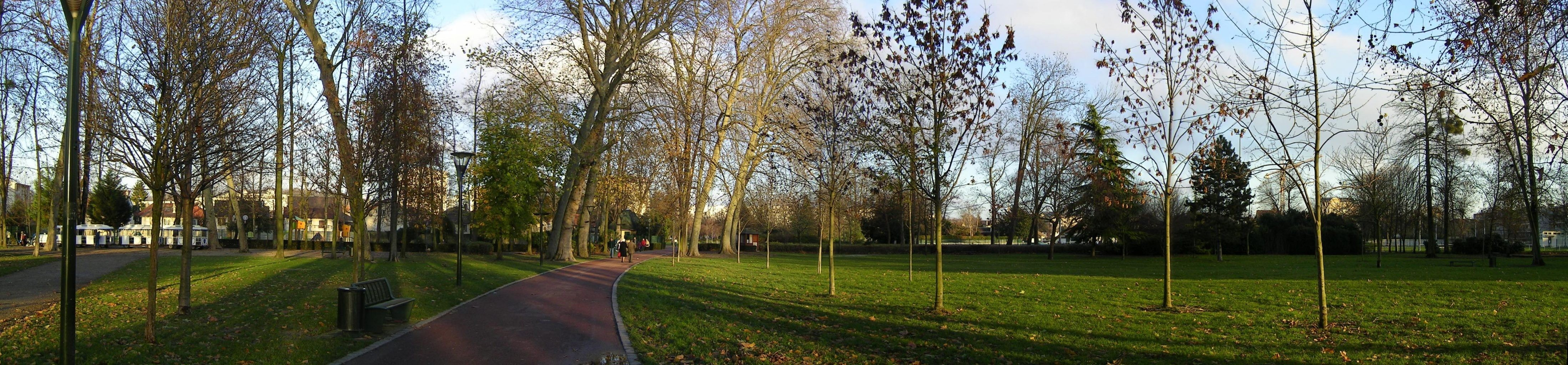
Park Émile Fouchard in Chelles

Als Bürgermeister von Chelles hatte er die alte Abtei für die Stadt gekauft. Der zugehörige Park trägt seinen Namen. 1949 wurde er zum Ritter der Ehrenlegion ernannt. 1956 erhielt er die Auszeichnung Ordre des Palmes Académiques.